# Parti croate des retraités
Pour les articles homonymes, voir Parti des retraités et HSU.
Le Parti croate des retraités, Hrvatska Stranka Umirovljenika (HSU) est un parti politique catégoriel en Croatie dont l'objectif est de défendre les intérêts des retraités qui sont environ 700 000 personnes.

## Histoire
L'assemblée fondatrice du parti fut tenue à Zagreb le 29 avril 1996. L'objectif et les activités politiques du HSU visent à améliorer la situation sociale et économique des retraités en Croatie qui sont le groupe social le plus nombreux mais aussi celui qui s'est le plus appauvri depuis 1990. La réalisation de ces objectifs doit s'inscrire dans un État providence croate plus développé. Le parti vise à défendre les intérêts de tous les retraites croates, quelles que soient leurs idées politiques.
Dès les premières élections locales auxquelles ils s'est présenté (1997), il a obtenu 40 élus locaux à travers le pays. Lors des élections parlementaires de fin 2000, la liste du HSU a obtenu 53 000 voix, score insuffisant pour lui permettre d'avoir des députés.

## Le parti aujourd'hui
Le président du parti est, depuis 2001 (réélu en 2005), Vladimir Jordan.
Lors des élections parlementaires de fin 2003, le HSU a obtenu 1,97 % des voix et 3 sièges au Sabor. Lors des élections locales tenues en 2005, il a obtenu 40 conseillers régionaux, 100 conseillers municipaux et 106 conseillers communaux.
En 2011, il participe à la Coalition Cocorico pour les élections législatives anticipées.